# Profundobythere
Profundobythere is een geslacht van uitgestorven kreeftachtigen uit de klasse van de Ostracoda (mosselkreeftjes).

## Soorten
- Profundobythere bathytatos (Whatley & Coles, 1987) Coles & Whatley, 1989 †
- Profundobythere multipunctata Coles & Whatley, 1989 †
- Profundobythere splendida Coles & Whatley, 1989 †